# Tractat de Heiligen
El tractat de Heiligen va ser un acord de pau signat a Heiligen l'any 811 entre el rei viking Hemming de Dinamarca i Carlemany. Segons l'acord, la frontera del sud entre Dinamarca i l'Imperi Carolingi es va establir al riu Eider i confirmava la voluntat de pau establerta per ambdós monarques l'any 810.
Des dels dies d'Offa d'Angeln, el riu Eider havia estat zona fronterera entre els angles i els saxons. Després del sotmetiment del Ducat de Saxònia durant les guerres saxones sota domini de Carlemany, el predecessor de Hemming, Godofreu I de Dinamarca va travessar el riu i va llançar campanyes de guerra contra frisons, nordalbingis, obotrites i altres pobles eslaus i els va sotmetre a tribut, amenaçant fins i tot a Carlemany amb la guerra. Tot i la mort de Godofreu, Hemming volia assegurar el control del seu territori enfront dels rivals i pretendents al tron i va preferir acordar la pau amb els francs. Els negociadors de l'emperador i del rei danès es van reunir en una illa de l'Eider (avui a la zona de Rendsburg) i van definir els límits i àrees d'influència.
Els Annales regni Francorum recullen en les seves entrades per a l'any 810 el tractat:
«Després de la mort de Godofreu, rei dels danesos, Hemming, fill del seu germà, li va succeir en el tron i va fer paus amb l'emperador. »
Les entrades per l'any 811 inclou una detallada relació d'esdeveniments i negociadors:
«La pau anunciada entre l'emperador i Hemming, el rei dels danesos, només va poder ser jurada de braços creuats a causa de el cru hivern que va obligar a tancar els camins i les dues parts no van poder viatjar. Només amb l'arribada de la primavera i l'obertura de camins, tancats per la severa gelada, va facilitar que 12 magnats per cada bàndol, francs i danesos, es reunissin a prop del riu Eider i signessin el tractat de Heiligen i confirmessin la pau per un intercanvi de promeses segons els seus costums.»
«Els nobles francs eren el comte Walach, fill de Bernard, comte Burchard, comte Unroch, comte Odo, comte Meginhard, comte Bernard, comte Egbert, comte Theothari, comte Abo, comte Osdag i el comte Wigman. A la banda danesa estaven Hankwin i Angandeo, germans de Hemming, i a més, altres distingits homes entre el seu poble: Osfrid anomenat Turdimulo, Warstein, Suomi, Urm, un altre Osfrid, fill d'Heiligen, i Osfrid de Schönen, i Hebbi i Aowin. »

## Història posterior
Tot i que en les dècades següents hi van haver escaramusses a la frontera i el rei alemany Enric I va conquistar l'enclavament danès de Hedeby i Danevirke a 934, les fronteres es van mantenir intactes entre Canut II i Conrad II en 1025 amb el compromís matrimonial dels seus fills Gunilda i Enric III.
Durant segles el riu Eider va ser la marca fronterera del Ducat de Schleswig (al sud de la Jutlàndia danesa) i Holstein en el sacre Imperi romanogermànic, fins a 1864 quan les tropes prussianes i austríaques van travessar el riu i van conquerir Schleswig durant la guerra dels Ducats.